# 和敬清寂
和敬清寂（わけいせいじゃく）とは、茶道の心得を示す標語。意味は、主人と賓客がお互いの心を和らげて謹み敬い、茶室の備品や茶会の雰囲気を清浄にすることという意である。特に千家ではこの標語を千利休の定めた「和」、「敬」、「清」、「寂」を表す「四規」として重要視している。しかし利休と同時代の確かな資料には見られないことから、学術的には利休の言葉としては認められていない。
近年の町田忠三の研究「『南方録』成立背景と利休虚像の誕生」（『茶の湯文化学』9号所収／2004）では、「和敬清寂」という言葉を作ったのが大徳寺273世の大心義統（1657－1730）ではないかと検証している。
注意：「和敬静寂」と誤記され勝ちだが「和敬清寂」である。